# Stäppchampinjon
Stäppchampinjon (Agaricus pseudopratensis) är en svampart som först beskrevs av Bohus, och fick sitt nu gällande namn av Wasser 1976. Stäppchampinjon ingår i släktet champinjoner och familjen Agaricaceae.  Arten är reproducerande i Sverige. Inga underarter finns listade i Catalogue of Life.